# Centralafrikansk långsvansödla
Centralafrikansk långsvansödla (Latastia longicaudata) är en ödleart som ingår i släktet Latastia och familjen egentliga ödlor, som också kallas lacertider (Lacertidae). Den förekommer i Afrika i busk- och gräsmarker (savanner) från Afrikas horn, Sudan och södra Egypten och vidare västerut längs Sahelbältet till Senegal och södra Mauretanien. Det finns även en isolerad population i sydvästra Yemen på Arabiska halvön. Fyra underarter erkänns, inklusive nominatunderarten. Populationen på Arabiska halvön, L. l. andersonii, utgör en underart. De övriga tre underarterna förekommer i Afrika. Underarterna L. l. lanzai och L. l. revoili förekommer i östra delen av utbredningsområdet. Nominatunderarten L. l. longicaudata förekommer både i de östra och västra delarna av utbredningsområdet.

## Underarter
Arten delas in i följande underarter:
- Latastia longicaudata andersonii Boulenger 1921
- Latastia longicaudata lanzai Arillo, Balletto & Spano 1967
- Latastia longicaudata longicaudata (Reuss 1834)
- Latastia longicaudata revoili (Vaillant 1882)